# Eois necula
Tricentra necula là một loài bướm đêm trong họ Geometridae.